# Chanson
Chanson – wielogłosowa forma świeckiej muzyki wokalnej z XV i XVI w. Od XIX w. lekka piosenka solowa.
W twórczości trubadurów i truwerów były to utwory jednogłosowe, oparte na formach ballady, rondeau, virelai. W XIV w. do typu chanson należą liczne ballady Guillaume de Machauta, a w I poł. XV w. ballady przedstawicieli szkoły burgundzkiej: Guillaume’a Dufaya, Gillesa Binchoisa, Nicolasa Grenona, Pierre’a Fontaine’a.
Okresem rozkwitu chanson jest XVI w. Powstał wtedy nowy jej typ, tzw. chanson polifoniczna, oparta na technice imitacyjnej. Uprawiali ją m.in. Johannes Ockeghem, Jacob Obrecht, Josquin des Prés, Heinrich Isaac, Pierre de la Rue. W tym samym okresie Clément Jannequin stworzył typ chanson programowej, której istotną cechą była forma ABA, operowanie krótkimi frazami melodycznymi na wzór techniki hoketowej, oscylowanie między polifonią a homofonią.
Od XIX w. chanson oznaczała piosenkę solową z towarzyszeniem fortepianu lub gitary. W epoce Ludwika Filipa miała zabarwienie sentymentalne i rozpowszechniła się pod nazwą romanzy.